# Lysmast
En lysmast udstråler stærk kunstig lys, som ofte benyttes til at oplyse store udendørs fodboldbaner, hvor belysningen ikke er særlig kraftig. I mange topidrætsgrene, er sådanne lysmaster en nødvendighed for stadioner, hvis der skal arrangeres kampe uden for dagstimerne. Lysmaster er blevet nødvendige efterhånden som, der er kommet et behov for at arrangere kampe i aftentimerne, da folk har andre ting at passe om dagen. Ikke alle anlæg har lysmaster til rådighed, og de må derfor benytte sig af transportable lysmaster i stedet.
Det første fodboldstadion, der benyttede sig af lysmaster var Fratton Park. De blev taget i brug første gang til kampen mellem Portsmouth FC og Newcastle United den 22. februar 1956.